# Comercio en Nueva España
El comercio en Nueva España se basaba en el transporte de productos hacia y desde la metrópoli, principalmente oro y otros
metales preciosos. El comercio no fue eficiente debido a las serias restricciones impuestas por la Casa de Contratación de los impuestos, a la corrupción y a la ineficaz burocracia que muchas veces retrasaba el proceso durante meses e incluso años las mercancías en los puertos, por consiguiente esto impedía su distribución en el virreinato.El comercio en Nueva España se basaba en el transporte de productos hacia y desde la metrópoli, principalmente oro y otros metales preciosos.
El descubrimiento y colonización de los territorios americanos, así como las grandes riquezas y beneficios que de éstos obtenía la Corona española, despertaron el interés de otras naciones europeas que también buscaban extender sus territorios y aumentar su poderío económico, como Inglaterra, Francia y Países Bajos.
España, celosa de conservar sus privilegios en América, estableció un régimen de navegación y de comercio cerrado y proteccionista, sustentado en la corriente económica del mercantilismo, el cual imponía severas restricciones al comercio entre las naciones. España buscó a una costa establecer barreras comerciales estrictas alrededor de sus posesiones en América para proteger su monopolio económico.4 Sin embargo, a la larga esa política le resultó contraproducente, ya que mientras el poderío económico de España se basaba en los metales preciosos obtenidos en América,2 los ingleses, franceses y neerlandeses empezaron a producir manufacturas que comercializaban en Europa, incluyendo a España, la cual se veía obligada a comprarles las mercancías que no se producían ni en la península ni en las colonias. Así, España fue quedando rezagada en el proceso manufacturero con respecto de otros países europeos, pues participaba en el mercado mundial como una nación compradora de manufacturas y no productora de ellas. Por otro lado, al restringir España el libre comercio entre sus colonias y otras naciones europeas, propició el contrabando, mediante el cual se introducían mercancías de manera clandestina a las colonias, así como la piratería inglesa, francesa y holandesa sobre las embarcaciones españolas que llevaban las riquezas metálicas desde América a la metrópoli. Ello constituyó una de las múltiples causas de los constantes conflictos y enfrentamientos bélicos entre España y otras naciones europeas, principalmente Inglaterra y Francia, que la obligaron a destinar gran parte de las riquezas obtenidas en sus colonias y mermaron su poderío.3
Las medidas proteccionistas y de fronteras cerradas de la Corona española y sus colonias no solamente se debían a razones económicas; tenían también un trasfondo ideológico, ya que intentaban impedir que las nuevas ideas religiosas de la Reforma protestante llegaran a tierras americanas, pues de hacerlo pondrían en peligro los privilegios y el papel de la Iglesia católica en las colonias del Nuevo Mundo. La Corona española estableció, en un principio, que Sevilla fuera el único puerto autorizado para comerciar con las posesiones americanas y, a través de la Casa de Contratación de Sevilla, regulaba el comercio transatlántico, al autorizar la entrada y salida de barcos, así como de los pasajeros que iban y venían de América. Los comerciantes de Sevilla, y más tarde los de Cádiz, tuvieron la concesión de comerciar en forma exclusiva con América, control que les aportaba enormes beneficios económicos. Durante algunos años los comerciantes de ambos puertos mantuvieron el monopolio de productos como el vino, aceite de oliva, papel, textiles finos, herramientas de hierro, entre otros, cuya producción estaba prohibida en Nueva España, con el objeto de proteger a los productores y manufactureros españoles.3 Se implementó el almojarifazgo que era un impuesto aduanero, el derecho de importación en la Nueva España se pagaba a razón de un 10% sobre las mercancías importadas de España, pero al precio de los productos había que añadir un 5% adicional por el pago de impuesto de exportación que debía pagarse en los puertos españoles, el precio del vino era gravado con un 10% al salir de los puertos españoles, es decir su costo se incrementaba un 20% tan solo por el pago de impuestos. En los primeros años del virreinato de la Nueva España, al igual que en otras colonias se tenía prohibición absoluta de comerciar con súbditos o naciones extranjeras. Sin embargo con el tiempo fue disminuyendo la demanda americana de los productos españoles, los cuales fueron sustituidos finalmente por otros productos manufacturados en Inglaterra, Países Bajos, Francia e Italia.
La introducción en las colonias americanas de las manufacturas extranjeras que en la mayoría de los casos llegaba de contrabando, tuvo consecuencias negativas para la economía española, que quedó rezagada con respecto de las economías de otros países europeos